# Qābākh
Qābākh (persiska: قاباخ) är en ort i Iran.   Den ligger i provinsen Khorasan, i den nordöstra delen av landet, 700 km öster om huvudstaden Teheran. Qābākh ligger 794 meter över havet och antalet invånare är 242.
Terrängen runt Qābākh är varierad. Runt Qābākh är det ganska tätbefolkat, med 185 invånare per kvadratkilometer. Närmaste större samhälle är Īdah Līk, 4,8 km sydväst om Qābākh. Omgivningarna runt Qābākh är i huvudsak ett öppet busklandskap.